# Clásicos de la provincia
Clásicos de la provincia es el nombre del sexto trabajo discográfico del cantautor colombiano Carlos Vives, el primero con la disquera Sonolux, este fue un álbum enfocado en el folclor vallenato, consistía en hacer versiones nuevas de clásicos vallenatos, pero con un sonido más comercial y fusionando el vallenato con instrumentos de la cumbia, y también del rock.
Fue editado en 1993 en LP, casete, y en CD.

## Descripción
Luego del álbum que grabó de la banda sonora de "Escalona", Carlos pasó un proyecto para grabar un siguiente disco, pero las directivas de Sony Music le dieron un no al proyecto, ya que pensaron que como no tenía el apoyo de la novela, y tomando en cuenta que los discos anteriores de Vives no tuvieron éxito, con este tampoco lo tendría.
Pero en ese entonces, la disquera colombiana Sonolux, recibió el proyecto de Vives y sacó al mercado en 1993 "Clásicos de la Provincia", que fue un golpe bajo para las directivas de Sony Music, ya que el disco se convirtió en un clásico inmortal, proyectando el vallenato al escenario continental y mundial con su éxito "La gota fría".
Este trabajo musical fue dirigido por Carlos Vives, bajo la producción de Eduardo de Narváez, Bernardo Ossa y Fidel Jaramillo (estos últimos como productores asociado y ejecutivo, respectivamente).

## Lista de canciones
- CD

| Clásicos de la provincia |                                           |                       |          |  |
| N.º                      | Título                                    | Escritor(es)          | Duración |  |
| 1.                       | «La Gota Fría»                            | Emiliano Zuleta       |          |  |
| 2.                       | «Amor Sensible»                           | Freddy Molina         |          |  |
| 3.                       | «Alicia Adorada»                          | Juan Polo Valencia    |          |  |
| 4.                       | «La hamaca grande»                        | Adolfo Pacheco        |          |  |
| 5.                       | «El cantor de Fonseca»                    | Carlos Huertas        |          |  |
| 6.                       | «Matilde Lina»                            | Leandro Díaz          |          |  |
| 7.                       | «Altos del Rosario»                       | Alejandro Durán       |          |  |
| 8.                       | «Honda herida»                            | Rafael Escalona       |          |  |
| 9.                       | «La cañaguatera»                          | Isaac Carrillo        |          |  |
| 10.                      | «Lirio rojo»                              | Calixto Ochoa         |          |  |
| 11.                      | «La tijera»                               | Luis Enrique Martínez |          |  |
| 12.                      | «Compae Chipuco»                          | Chema Gómez           |          |  |
| 13.                      | «Pedazo de acordeón»                      | Alejo Durán           |          |  |
| 14.                      | «La celosa»                               | Sergio Moya Molina    |          |  |
| 15.                      | «Contestación a la brasilera» (Fragmento) | Armando Zabaleta      |          |  |

Las canciones ''Altos del Rosario'' y ''La Celosa'' fueron bonus tracks para la versión en CD. No aparecen en los LP y casete.
- LP y Casete

| Clásicos de la provincia: Lado A |                      |                 |          |  |
| N.º                              | Título               | Escritor(es)    | Duración |  |
| 1.                               | «La Gota Fría»       | Emiliano Zuleta |          |  |
| 2.                               | «Amor Sensible»      | Freddy Molina   |          |  |
| 3.                               | «Matilde Lina»       | Leandro Díaz    |          |  |
| 4.                               | «La Hamaca Grande»   | Adolfo Pacheco  |          |  |
| 5.                               | «La Cañaguatera»     | Isaac Carrillo  |          |  |
| 6.                               | «Pedazo de Acordeón» | Alejo Durán     |          |  |

| Clásicos de la provincia: Lado B |                                           |                       |          |  |
| N.º                              | Título                                    | Escritor(es)          | Duración |  |
| 1.                               | «Alicia Adorada»                          | Juan Polo Valencia    |          |  |
| 2.                               | «El Cantor de Fonseca»                    | Carlos Huertas        |          |  |
| 3.                               | «La Tijera»                               | Luis Enrique Martinez |          |  |
| 4.                               | «Compae Chipuco»                          | Chema Gómez           |          |  |
| 5.                               | «Lírio Rojo»                              | Calixto Ochoa         |          |  |
| 6.                               | «Honda Herida»                            | Rafael Escalona       |          |  |
| 7.                               | «Contestación A La Brasilera» (Fragmento) | Armando Zabaleta      |          |  |

## Charts
| Chart (1994)                                | Peak position |
| ------------------------------------------- | ------------- |
| Chile (APF)                                 | 1             |
| Estados Unidos (Billboard Top Latin Albums) | 2             |
| Estados Unidos (Billboard Latin Pop Albums) | 2             |